# Cotu Mihalea, Brăila
Cotu Mihalea este un sat în comuna Siliștea din județul Brăila, Muntenia, România.